# Mario Jurić
Mario Jurić (Zagreb, 9 de febrero de 1979) es un astrónomo croata, descubridor de numerosos asteroides. Se graduó en la facultad de ciencias de la Universidad de Zagreb. En 2007 recibió el doctorado de la Universidad de Princeton. Participa en el proyecto del LSST (por las siglas en inglés del Large Synoptic Survey Telescope) realizando tareas de Data Management. En 2009 ganó la beca de mayor prestigio en astronomía, la Huble Fellowship.
Desde 2014 ejerce como profesor de astronomía en la Universidad de Washington y es coautor de más de dos centenares de publicaciones de la NASA.

## Descubrimientos
| Asteroides descubiertos: 125                                                          | Asteroides descubiertos: 125 |
| ------------------------------------------------------------------------------------- | ---------------------------- |
| (12930) 1999 TJ6 (*)                                                                  | 2 de octubre de 1999         |
| (13408) Deadoklestic (*)                                                              | 10 de octubre de 1999        |
| (14215) 1999 TV6 (*)                                                                  | 6 de octubre de 1999         |
| (14687) 1999 YR13 (*)                                                                 | 30 de diciembre de 1999      |
| (15055) 1998 YS9 (*)                                                                  | 25 de diciembre de 1998      |
| (15458) 1998 YW9 (*)                                                                  | 25 de diciembre de 1998      |
| (15459) 1998 YY9 (*)                                                                  | 25 de diciembre de 1998      |
| (15542) 2000 DN3 (*)                                                                  | 28 de febrero de 2000        |
| (15995) 1998 YQ9 (*)                                                                  | 25 de diciembre de 1998      |
| (16082) 1999 TR5 (*)                                                                  | 2 de octubre de 1999         |
| (18173) 2000 QD8 (*)                                                                  | 25 de agosto de 2000         |
| (18758) 1999 HD2 (*)                                                                  | 19 de abril de 1999          |
| (19705) 1999 TR10 (*)                                                                 | 7 de octubre de 1999         |
| (19706) 1999 TU11 (*)                                                                 | 10 de octubre de 1999        |
| (21803) 1999 TC7 (*)                                                                  | 6 de octubre de 1999         |
| (21805) 1999 TQ9 (*)                                                                  | 8 de octubre de 1999         |
| (21806) 1999 TE14 (*)                                                                 | 10 de octubre de 1999        |
| (21807) 1999 TH14 (*)                                                                 | 10 de octubre de 1999        |
| (22896) 1999 TU6 (*)                                                                  | 6 de octubre de 1999         |
| (22897) 1999 TH7 (*)                                                                  | 6 de octubre de 1999         |
| (22899) Alconrad (*)                                                                  | 11 de octubre de 1999        |
| (23156) 2000 DM3 (*)                                                                  | 28 de febrero de 2000        |
| (23971) 1998 YU9 (*)                                                                  | 25 de diciembre de 1998      |
| (25359) 1999 TW11 (*)                                                                 | 10 de octubre de 1999        |
| (25360) 1999 TK14 (*)                                                                 | 10 de octubre de 1999        |
| (26536) 2000 DL3 (*)                                                                  | 27 de febrero de 2000        |
| (28404) 1999 TQ5 (*)                                                                  | 1 de octubre de 1999         |
| (28515) 2000 DK3 (*)                                                                  | 27 de febrero de 2000        |
| (29833) 1999 FJ (*)                                                                   | 16 de marzo de 1999          |
| (31394) 1998 YX9 (*)                                                                  | 25 de diciembre de 1998      |
| (33428) 1999 DO3 (*)                                                                  | 18 de febrero de 1999        |
| (33429) 1999 DL4 (*)                                                                  | 23 de febrero de 1999        |
| (33531) 1999 HG2 (*)                                                                  | 20 de abril de 1999          |
| (33795) 1999 TR6 (*)                                                                  | 6 de octubre de 1999         |
| (34124) 2000 QS (*)                                                                   | 22 de agosto de 2000         |
| (34136) 2000 QF6 (*)                                                                  | 24 de agosto de 2000         |
| (34171) 2000 QZ34 (*)                                                                 | 26 de agosto de 2000         |
| (35762) 1999 HF2 (*)                                                                  | 20 de abril de 1999          |
| (36181) 1999 TT10 (*)                                                                 | 8 de octubre de 1999         |
| (36456) 2000 QC8 (*)                                                                  | 25 de agosto de 2000         |
| (36457) 2000 QF8 (*)                                                                  | 25 de agosto de 2000         |
| (36458) 2000 QO8 (*)                                                                  | 25 de agosto de 2000         |
| (38063) 1999 FH (*)                                                                   | 16 de marzo de 1999          |
| (38456) 1999 TO6 (*)                                                                  | 6 de octubre de 1999         |
| (38457) 1999 TJ9 (*)                                                                  | 7 de octubre de 1999         |
| (38460) 1999 TH13 (*)                                                                 | 7 de octubre de 1999         |
| (40748) 1999 TO5 (*)                                                                  | 1 de octubre de 1999         |
| (40749) 1999 TP6 (*)                                                                  | 6 de octubre de 1999         |
| (40750) 1999 TA7 (*)                                                                  | 6 de octubre de 1999         |
| (40751) 1999 TD7 (*)                                                                  | 6 de octubre de 1999         |
| (40752) 1999 TO7 (*)                                                                  | 7 de octubre de 1999         |
| (40753) 1999 TK8 (*)                                                                  | 6 de octubre de 1999         |
| (40754) 1999 TM8 (*)                                                                  | 6 de octubre de 1999         |
| (40755) 1999 TO8 (*)                                                                  | 6 de octubre de 1999         |
| (40756) 1999 TQ8 (*)                                                                  | 7 de octubre de 1999         |
| (40762) 1999 TL14 (*)                                                                 | 11 de octubre de 1999        |
| (42926) 1999 TJ7 (*)                                                                  | 6 de octubre de 1999         |
| (43332) 2000 QG6 (*)                                                                  | 28 de agosto de 2000         |
| (44533) 1998 YN9 (*)                                                                  | 24 de diciembre de 1998      |
| (44534) 1998 YZ9 (*)                                                                  | 25 de diciembre de 1998      |
| (44713) 1999 TP5 (*)                                                                  | 1 de octubre de 1999         |
| (44718) 1999 TP8 (*)                                                                  | 7 de octubre de 1999         |
| (44719) 1999 TP9 (*)                                                                  | 8 de octubre de 1999         |
| (44720) 1999 TS9 (*)                                                                  | 8 de octubre de 1999         |
| (44722) 1999 TQ10 (*)                                                                 | 6 de octubre de 1999         |
| (44726) 1999 TT14 (*)                                                                 | 7 de octubre de 1999         |
| (45599) 2000 DJ3 (*)                                                                  | 27 de febrero de 2000        |
| (47081) 1998 YV9 (*)                                                                  | 25 de diciembre de 1998      |
| (47165) 1999 TM14 (*)                                                                 | 11 de octubre de 1999        |
| (49446) 1998 YO9 (*)                                                                  | 25 de diciembre de 1998      |
| (49595) 1999 FG (*)                                                                   | 16 de marzo de 1999          |
| (49680) 1999 TN9 (*)                                                                  | 25 de diciembre de 1998      |
| (50415) 2000 DL2 (*)                                                                  | 24 de febrero de 2000        |
| (56820) 2000 QK8 (*)                                                                  | 26 de agosto de 2000         |
| (59474) 1999 HK2 (*)                                                                  | 20 de abril de 2000          |
| (59475) 1999 HN2 (*)                                                                  | 19 de abril de 2000          |
| (60003) 1999 TM7 (*)                                                                  | 7 de octubre de 1999         |
| (60005) 1999 TW15 (*)                                                                 | 7 de octubre de 1999         |
| (66663) 1999 TV8 (*)                                                                  | 6 de octubre de 1999         |
| (66664) 1999 TB9 (*)                                                                  | 7 de octubre de 1999         |
| (66665) 1999 TC9 (*)                                                                  | 7 de octubre de 1999         |
| (66666) 1999 TL9 (*)                                                                  | 7 de octubre de 1999         |
| (66668) 1999 TN14 (*)                                                                 | 11 de octubre de 1999        |
| (70018) 1998 YP9 (*)                                                                  | 25 de diciembre de 1998      |
| (70437) 1999 TK6 (*)                                                                  | 6 de octubre de 1999         |
| (70438) 1999 TX6 (*)                                                                  | 6 de octubre de 1999         |
| (70439) 1999 TE7 (*)                                                                  | 6 de octubre de 1999         |
| (70442) 1999 TR9 (*)                                                                  | 8 de octubre de 1999         |
| (70447) 1999 TG14 (*)                                                                 | 10 de octubre de 1999        |
| (71546) 2000 DK2 (*)                                                                  | 24 de febrero de 2000        |
| (74812) 1999 TN5 (*)                                                                  | 1 de octubre de 1999         |
| (74813) 1999 TB7 (*)                                                                  | 6 de octubre de 1999         |
| (75986) 2000 DO3 (*)                                                                  | 28 de febrero de 2000        |
| (80019) 1999 HL2 (*)                                                                  | 23 de abril de 1999          |
| (85843) 1998 YT9 (*)                                                                  | 25 de diciembre de 1998      |
| (86206) 1999 TK9 (*)                                                                  | 7 de octubre de 1999         |
| (86207) 1999 TP15 (*)                                                                 | 7 de octubre de 1999         |
| (91274) 1999 DM3 (*)                                                                  | 18 de febrero de 1999        |
| (91312) 1999 GE7 (*)                                                                  | 13 de abril de 1999          |
| (91593) 1999 TF7 (*)                                                                  | 6 de octubre de 1999         |
| (91594) 1999 TN8 (*)                                                                  | 6 de octubre de 1999         |
| (92623) 2000 QB8 (*)                                                                  | 25 de agosto de 2000         |
| (97852) 2000 QH6 (*)                                                                  | 24 de agosto de 2000         |
| (97853) 2000 QM8 (*)                                                                  | 25 de agosto de 2000         |
| (98120) 2000 SK5 (*)                                                                  | 22 de agosto de 2000         |
| (102220) 1999 TJ8 (*)                                                                 | 6 de octubre de 1999         |
| (102221) 1999 TT9 (*)                                                                 | 7 de octubre de 1999         |
| (118416) 1999 TD9 (*)                                                                 | 7 de octubre de 1999         |
| (118493) 2000 DH3 (*)                                                                 | 27 de agosto de 2000         |
| (122307) 2000 QE8 (*)                                                                 | 25 de agosto de 2000         |
| (122308) 2000 QJ8 (*)                                                                 | 25 de agosto de 2000         |
| (129886) 1999 TA9 (*)                                                                 | 7 de octubre de 1999         |
| (134578) 1999 TN7 (*)                                                                 | 7 de octubre de 1999         |
| (137309) 1999 TM5 (*)                                                                 | 1 de octubre de 1999         |
| (137310) 1999 TF9 (*)                                                                 | 7 de octubre de 1999         |
| (162493) 2000 QY7 (*)                                                                 | 25 de agosto de 2000         |
| (162494) 2000 QA8 (*)                                                                 | 25 de agosto de 2000         |
| (162499) 2000 QZ33 (*)                                                                | 26 de agosto de 2000         |
| (168503) 1999 TL8 (*)                                                                 | 6 de octubre de 1999         |
| (173451) 2000 QN8 (*)                                                                 | 25 de agosto de 2000         |
| (185756) 1999 TM9 (*)                                                                 | 7 de octubre de 1999         |
| (192684) 1999 TW6 (*)                                                                 | 6 de octubre de 1999         |
| (217698) 1999 TG9 (*)                                                                 | 7 de octubre de 1999         |
| (251796) 1999 TO9 (*)                                                                 | 8 de octubre de 1999         |
| (275566) 1999 TL7 (*)                                                                 | 7 de octubre de 1999         |
| 1. Nota.- Todos los asteroides marcados con (*) han sido codescubierto con K.Korlevic |                              |

Junto con el astrónomo aficionado Korado Korlević, Jurić ha sido el codescubridor de 125 asteroides y un cometa periódico, 183P/Korlević-Jurić. También ha tomado parte en el descubrimiento de la Gran Muralla Sloan, hasta el momento la mayor estructura conocida del universo. Entre sus descubrimientos está el asteroide de la familia Coronis (22899) Alconrad, uno de los asteroides binarios más pequeños conocidos del Cinturón principal de asteroides.